# Vizeaußenminister der Vereinigten Staaten

Siegel des US-Außenministeriums

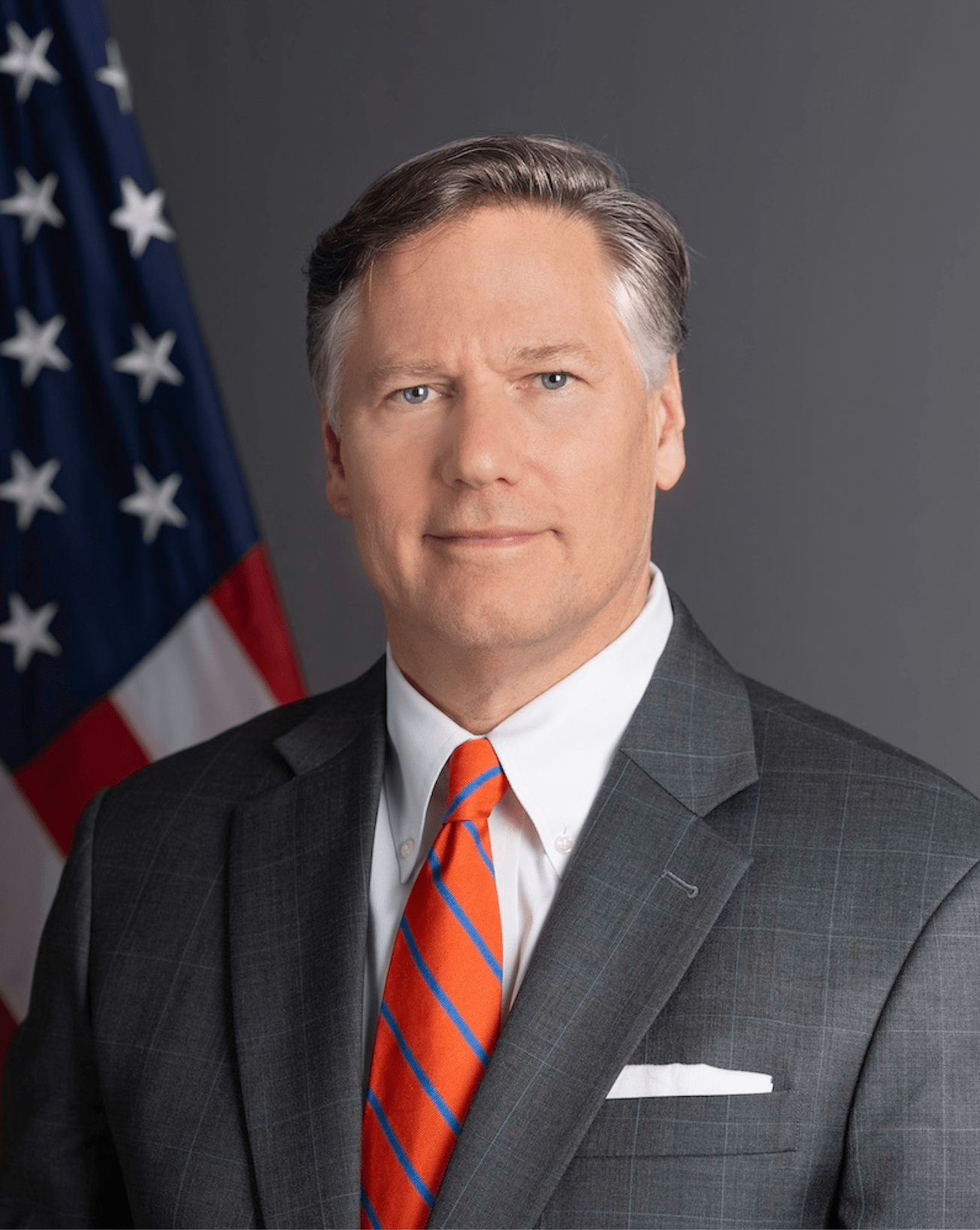
Christopher Landau, amtierender Vizeaußenminister

Organigramm: Die administrative Gliederung des Außenministeriums (englisch)

Der Vizeaußenminister der Vereinigten Staaten (engl. United States Deputy Secretary of State) ist nach dem Außenminister der ranghöchste Vertreter im Außenministerium der Vereinigten Staaten. In dem Fall, dass der Außenminister stirbt oder zurücktritt, übernimmt der Vizeaußenminister dessen Amt geschäftsführend als Acting Secretary of State, bis der Präsident mit Zustimmung des Senats einen Nachfolger ernannt hat.
Das Amt des Vizeaußenministers wurde 1972 ins Leben gerufen. Vorher hatte der United States Under Secretary of State den zweithöchsten Posten im Außenministerium inne. Derzeit ist Kurt M. Campbell Vizeaußenminister.

## Liste der Vizeaußenminister
| #  | Foto        | Name                            | Beginn Amtszeit    | Ende Amtszeit      | diente unter Präsident |
| -- | ----------- | ------------------------------- | ------------------ | ------------------ | ---------------------- |
| 1  |             | John N. Irwin II                | 13. Juli 1972      | 1. Februar 1973    | Richard Nixon          |
| 2  |             | Kenneth Rush                    | 2. Februar 1973    | 29. Mai 1974       | Richard Nixon          |
| 3  |             | Robert S. Ingersoll             | 10. Juli 1974      | 31. März 1976      | Richard Nixon          |
| 3  | Gerald Ford | Robert S. Ingersoll             | 10. Juli 1974      | 31. März 1976      |                        |
| 4  |             | Charles W. Robinson             | 9. April 1976      | 20. Januar 1977    |                        |
| 5  |             | Warren Christopher              | 26. Februar 1977   | 16. Januar 1981    | Jimmy Carter           |
| 6  |             | William P. Clark                | 25. Februar 1981   | 9. Februar 1982    | Ronald Reagan          |
| 7  |             | Walter John Stoessel            | 11. Februar 1982   | 22. September 1982 | Ronald Reagan          |
| 8  |             | Kenneth W. Dam                  | 23. September 1982 | 15. Juni 1985      | Ronald Reagan          |
| 9  |             | John C. Whitehead               | 9. Juli 1985       | 20. Januar 1989    | Ronald Reagan          |
| 10 |             | Lawrence Eagleburger            | 20. Januar 1989    | 8. Dezember 1992   | George Bush            |
| 11 |             | Clifton R. Wharton junior       | 27. Januar 1993    | 8. November 1993   | Bill Clinton           |
| 12 |             | Strobe Talbott                  | 22. Februar 1994   | 19. Januar 2001    | Bill Clinton           |
| 13 |             | Richard Armitage                | 26. März 2001      | 22. Februar 2005   | George W. Bush         |
| 14 |             | Robert Zoellick                 | 22. Februar 2005   | 7. Juli 2006       | George W. Bush         |
| 15 |             | John Negroponte                 | 13. Februar 2007   | 19. Januar 2009    | George W. Bush         |
| 16 |             | Jim Steinberg                   | 28. Januar 2009    | 28. Juli 2011      | Barack Obama           |
| 17 |             | William Joseph Burns            | 28. Juli 2011      | 3. November 2014   | Barack Obama           |
| –  |             | Wendy Sherman Interim           | 3. November 2014   | 9. Januar 2015     | Barack Obama           |
| 18 |             | Tony Blinken                    | 9. Januar 2015     | 20. Januar 2017    | Barack Obama           |
| –  |             | Thomas A. Shannon kommissarisch | 1. Februar 2017    | 24. Mai 2017       | Donald Trump           |
| 19 |             | John J. Sullivan                | 24. Mai 2017       | 20. Dezember 2019  | Donald Trump           |
| 20 |             | Stephen Biegun                  | 21. Dezember 2019  | 20. Januar 2021    | Donald Trump           |
| 21 |             | Wendy Sherman                   | 14. April 2021     | 28. Juli 2023      | Joe Biden              |
| –  |             | Victoria Nuland kommissarisch   | 29. Juli 2023      | 12. Februar 2024   | Joe Biden              |
| 22 |             | Kurt M. Campbell                | 12. Februar 2024   | 20. Januar 2025    | Joe Biden              |
| 23 |             | Christopher Landau              | 25. März 2025      | amtierend          | Donald Trump           |